# Silverstoneia
Silverstoneia is een geslacht van kikkers uit de familie pijlgifkikkers (Dendrobatidae). De groep werd voor het eerst wetenschappelijk beschreven door Taran Grant, Darrel Richmond Frost, Janalee P. Caldwell, Ronald Gagliardo, Célio Fernando Baptista Haddad, Philippe J. R. Kok, Bruce Means, Brice Patrick Noonan, Walter E. Schargel en Ward C. Wheeler in 2006.
Er zijn acht soorten, waarvan er vijf pas in 2013 voor het eerst wetenschappelijk werd beschreven. Alle soorten komen voor in Midden- en Zuid-Amerika, van Costa Rica tot Colombia.

## Taxonomie
Geslacht Silverstoneia
- Soort Silverstoneia dalyi
- Soort Silverstoneia erasmios
- Soort Silverstoneia flotator
- Soort Silverstoneia gutturalis
- Soort Silverstoneia minima
- Soort Silverstoneia minutissima
- Soort Silverstoneia nubicola
- Soort Silverstoneia punctiventris

Ameerega · 
Colostethus · 
Epipedobates · 
Leucostethus · 
Silverstoneia